# Mount Robertson, Västantarktis
Mount Robertson är ett berg i Antarktis. Det ligger i Västantarktis. Argentina, Chile och Storbritannien gör anspråk på området. Toppen på Mount Robertson är 1 565 meter över havet.
Terrängen runt Mount Robertson är platt åt sydost, men åt nordväst är den kuperad. Mount Robertson är den högsta punkten i trakten. Trakten är obefolkad. Det finns inga samhällen i närheten.